# ジョシュア・ジャクソン
ジョシュア・ジャクソン（Joshua Jackson、本名：Joshua Carter Jackson、1978年6月11日 - ）はカナダの俳優。ブリティッシュ・コロンビア州バンクーバー出身。

## 来歴
父ジョンはテキサス出身のアメリカ人、母フィオナはアイルランド人でキャスティング・ディレクターであった。カナダのバンクーバーで生まれ、3歳の時に父親の仕事で米カリフォルニア州に移り、トパンガ・キャニオンで暮らす。8歳までカリフォルニアで育ち、その後シアトル、バンクーバーへと移る。14歳のときに『飛べないアヒル』に出演し、以降シリーズ全作に出演。1999年からはテレビドラマ『ドーソンズ・クリーク』に出演し、ペイシー役で好評を博した。
『ドーソンズ・クリーク』終了後は映画に進出するも低迷期が続くが、2008年『FRINGE / フリンジ』でテレビドラマに復帰し、再び脚光を浴びる。

### プライベート
『ドーソンズ・クリーク』出演当時、共演者であるケイティ・ホームズと交際していたが、番組終了時には既に破局、ホームズはジャクソンが初恋の相手だったと語っている。破局後、ホームズと連絡を取り合うことは全くなかったが、ホームズがトム・クルーズとの離婚が成立した後にジャクソンに電話をかけてきて古い友人として和やかに会話したことを、ジャクソンは出演したトーク番組で明かしている。
2006年からドイツ出身の女優ダイアン・クルーガーと10年に渡り交際するも2016年7月に円満破局。
2018年から女優ジョディ・ターナー＝スミスと交際を始め、2019年に結婚。2020年に第1子となる女児が誕生している。2023年10月、ターナー＝スミスが離婚を申請した。

## 主な出演作品

### 映画
| 公開年 | 邦題 原題                                                  | 役名                   | 備考                                                                      |
| ------ | ---------------------------------------------------------- | ---------------------- | ------------------------------------------------------------------------- |
| 1991   | ねじれた家族 Crooked Hearts                                | トム（11歳時）         |                                                                           |
| 1992   | 飛べないアヒル The Mighty Ducks                            | チャーリー・コンウェイ |                                                                           |
| 1994   | D2 マイティ・ダック D2: The Mighty Ducks                   | チャーリー・コンウェイ |                                                                           |
| 1994   | アンドレ/海から来た天使 Andre                              | マーク                 |                                                                           |
| 1995   | マジック・ダイナソー Magic in the Water                    | ジョシュア・ブラック   | 日本劇場未公開 JSB放映時のタイトルは『恐竜伝説/オーキーからのメッセージ』 |
| 1996   | D3 マイティ・ダックス 飛べないアヒル3 D3: The Mighty Ducks | チャーリー・コンウェイ |                                                                           |
| 1997   | エッジ・オブ・イノセンス On the Edge of Innocence          | サミー                 | テレビ映画                                                                |
| 1997   | スクリーム2 Scream 2                                       | 映画クラスの男1        |                                                                           |
| 1998   | ゴールデンボーイ Apt Pupil                                 | ジョー                 |                                                                           |
| 1998   | ルール Urban Legend                                        | デイモン               |                                                                           |
| 1999   | クルーエル・インテンションズ Cruel Intentions              | ブレイン               |                                                                           |
| 1999   | ゴンゾ宇宙に帰る Muppets from Space                        | ビーチ・シーン         | クレジットなし                                                            |
| 2000   | ザ・スカルズ/髑髏の誓い The Skulls                         | ルーカス               |                                                                           |
| 2000   | ゴシップ Gossip                                            | ボー                   |                                                                           |
| 2001   | オーシャンズ11 Ocean's Eleven                              | 本人                   | クレジットなし                                                            |
| 2002   | ララミー・プロジェクト The Laramie Project                 | マット・ギャロウェイ   | テレビ映画                                                                |
| 2002   | テキサス・クライム・ジャンクション Lone Star State of Mind | アール・クレスト       |                                                                           |
| 2005   | レーシング・ストライプス Racing Stripes                    | プライド               | 声の出演                                                                  |
| 2005   | アメリカーノ Americano                                     | クリス・マッキリー     |                                                                           |
| 2005   | ウェス・クレイヴン's カースド Cursed                       | ジェイク・テイラー     |                                                                           |
| 2006   | ボビー Bobby                                               | ウエイド               |                                                                           |
| 2007   | バトル・イン・シアトル Battle in Seattle                   | ランダル               | 日本未公開                                                                |
| 2008   | シャッター Shutter                                         | ベンジャミン・ショー   |                                                                           |
| 2012   | 噂のギャンブラー Lay the Favorite                          | ジェレミー             |                                                                           |
| 2012   | ノンストップ 救出 Inescapable                              | ポール・リッジ         |                                                                           |
| 2025   | ベスト・キッド:レジェンズ Karate Kid: Legends              |                        | ポストプロダクション                                                      |

### テレビシリーズ
| 放映年    | 邦題 原題                                                      | 役名                     | 備考                                                                  |
| --------- | -------------------------------------------------------------- | ------------------------ | --------------------------------------------------------------------- |
| 1997      | 新アウターリミッツ The Outer Limits                            | デヴォン・テイラー       | シーズン3エピソード14「Music of the Spheres」                         |
| 1998-2003 | ドーソンズ・クリーク Dawson's Creek                            | ペイシー・ウィッター     | レギュラー出演                                                        |
| 2000      | ザ・シンプソンズ The Simpsons                                  | ジェス・グラス           | アニメシリーズ、声の出演 シーズン12エピソード4「Lisa the Treehugger」 |
| 2008-2013 | FRINGE / フリンジ Fringe                                       | ピーター・ビショップ     | レギュラー出演                                                        |
| 2014-2018 | アフェア 情事の行方 The Affair                                 | コール・ロックハート     | シーズン4までレギュラー出演                                           |
| 2016      | アンブレイカブル・キミー・シュミット Unbreakable Kimmy Schmidt | Purvis                   | 1エピソード                                                           |
| 2016      | 危険な時代に生きる Years of Living Dangerously                 | 本人                     | ドキュメンタリー番組 シーズン2エピソード5「Collapse of the Oceans」   |
| 2019      | ボクらを見る目 When They See Us                                | ミッキー・ジョゼフ       | 3エピソード                                                           |
| 2020      | リトル・ファイアー〜彼女たちの秘密 Little Fires Everywhere     | ビル・リチャードソン     | メインキャスト                                                        |
| 2021      | ドクター・デス 死を呼ぶ医者 Dr. Death (2021 TV series)         | クリストファー・ダンチ   | メインキャスト（シーズン1）、8話構成                                  |
| 2023      | Fatal Attraction                                               | Dan Gallagher            | メインキャスト、ミニシリーズ                                          |
| 2024      | Doctor Odyssey                                                 | マックス・バンクマン博士 | メインキャスト、エグゼクティブ・プロデューサー                        |